# Jill Saulnier
Jill Saulnier (Halifax, 7 de março de 1992) é uma jogadora de hóquei no gelo canadense.
Saulnier competiu em cinco Atlantic Challenge Cups. Na competição, conquistou três medalhas de ouro (2003, 2005, 2007) e duas de prata (2006, 2008). Em agosto de 2008, Saulnier foi membro da Seleção Nacional Feminina Sub-18 do Canadá, que competiu em uma série de três jogos contra os Estados Unidos em Lake Placid. Nos Jogos Olímpicos de Inverno de 2018, conseguiu a medalha de prata e, nos Jogos Olímpicos de Inverno de 2022, o ouro no torneio feminino.